# Tomb Raider IV-VI Remastered
Tomb Raider IV-VI Remastered es un videojuego de acción y aventura de disparos en tercera persona que será lanzado el 14 de febrero del 2025, es desarrollado y publicado por Aspyr. Es una compilación remasterizada con nuevas texturas en general y modelos en 3D para la mayoría de los sprites de los últimos tres juegos de la serie Clásica de juegos de Tomb Raider:
Tomb Raider: The Last Revelation – Lara Croft descubre la tumba perdida del dios egipcio Set, liberándolo sin saberlo y cumpliendo una antigua profecía que sumerge a la humanidad en la oscuridad.
Tomb Raider: Chronicles – Tras los eventos de The Last Revelation, Lara Croft es enterrada en una tumba egipcia y se la da por muerta. En su funeral, sus allegados más cercanos rememoran los secretos de su pasado.
Tomb Raider: The Ángel of Darkness – Acusada de asesinato, Lara se ve forzada a huir como fugitiva, mientras trata de desvelar una siniestra conspiración que involucra experimentos alquímicos y la búsqueda de artefactos antiguos.
Al igual que el anterior Tomb Raider I-III Remastered, este también será lanzado para Nintendo Switch, PlayStation 4, PlayStation 5, Windows, Xbox One y Xbox Series X/S.
Se espera al igual que el anterior Remastered que incluya también un Modo Fotografía, donde puedes cambiar la expresión, pose y vestuario de Lara Croft en cualquier momento durante la partida, puedes optar por usar los controles tipo tanque tradicionales o controles modernos y también cambiar entre el estilo gráfico visual clásico pixelado o el nuevo remaste rizado con pulsar un botón en cualquier momento de la partida.

## Jugabilidad
Tomb Raider IV–VI Remastered es una colección de remasterizaciones de tres juegos de la serie Tomb Raider: Tomb Raider: The Last Revelation, Tomb Raider: Chronicles y Tomb Raider: The Ángel of Darkness. Al igual que los títulos anteriores de Tomb Raider, cada juego presenta a la arqueóloga-aventurera Lara Croft explorando la mayoría de las ubicaciones en busca de artefactos antiguos, y se presenta desde una perspectiva en tercera persona. Al igual que en los juegos originales, Lara está equipada con dos pistolas con munición infinita por defecto y puede correr, caminar (lo que evita que se caiga de las cornisas), mirar alrededor, trepar, balancearse como un mono usando superficies elevadas adecuadas, arrastrarse por espacios estrechos, rodar y saltar a través de huecos.

## Desarrollo y lanzamiento
Tomb Raider IV–VI Remastered es desarrollado y publicado por Aspyr, quien anteriormente desarrolló Tomb Raider I–III Remastered (2024), una colección de remasterizaciones de los primeros tres títulos de Tomb Raider en asociación con Crystal Dynamics.  Antes del lanzamiento de la primera compilación, Aspyr declaró en una entrevista que expresaron interés en hacer más remasterizaciones de Tomb Raider en el futuro, incluyendo The Last Revelation y Chronicles.
El juego fue revelado por Crystal Dynamics y Aspyr el 11 de octubre de 2024, y se anunció que se lanzará para Nintendo Switch, PlayStation 4, PlayStation 5, Windows y Xbox Series X/S el 14 de febrero de 2025. Incluye remasterizaciones de The Last Revelation, Chronicles y The Ángel of Darkness e incluirá "imágenes mejoradas, mejoras en la jugabilidad como controles modernizados, un nuevo modo de fotografía y otras actualizaciones que mejoran la calidad de vida".